# Allah

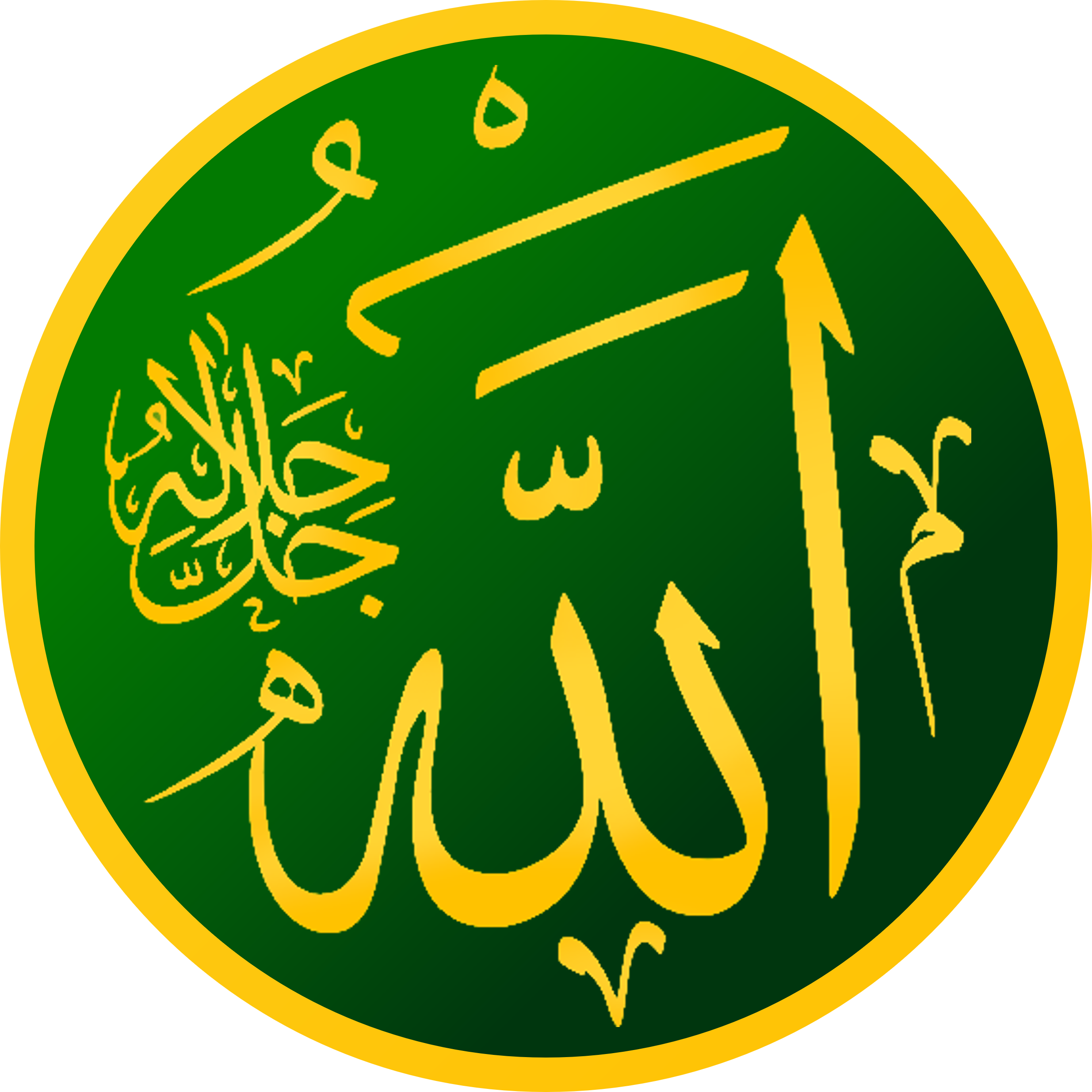
Ordet Allah i arabisk kalligrafi.

Allah (arabiska: الله (fil), Allāh) är det arabiska ordet för Gud. Ordet förknippas huvudsakligen med islam eftersom Allah är namnet på "den ende guden" som har förkunnats av Muhammed. Allah används dock även av arabisktalande judar, kristna och bahá'íer. Arabiska kristna använder dock idag termer såsom Allāh al-ʼAb ( الله الأب, "Gud Fader") för att särskilja ifrån den muslimska användningen.
Begrepp besläktade med namnet "Allāh" existerar i andra semitiska språk, till exempel hebreiska och arameiska. Biblisk hebreiska använder oftast pluralisformen (men funktionellt singularis) Elohim. Det motsvarande arameiska begreppet är ʼĔlāhā ܐܠܗܐ i biblisk arameiska ʼAlâhâ ܐܲܠܵܗܵܐ i syriska.

## I förislamisk mytologi
I det förislamiska Arabien användes ordet Allah av invånarna i Mecka som referens till en skapargud, möjligtvis som en högsta gudom.
Allah ansågs inte vara en ensam gudomlighet. Allah ansågs vara skaparen av världen och givaren av regn. Betydelsen av begreppet kan ha varit vagt i den Meckanska religionen. Allah associerades med kompanjoner, som av förislamiska araber ansågs vara underlydande gudar. Invånare i Mecka ansåg att ett slags släktskap existerade mellan Allah och djinnen.  Allah ska även ha haft söner och att lokala gudar av al-ʻUzzá, Manāt och Allāt var Hans döttrar. Meckanerna associerade möjligtvis änglar med Allah. Allah åkallades vid tider av nöd. Muhammeds fars (Abdullah bin Abdul Muttalib) namn Abdullah betyder "Guds tjänare".

## Etymologi
Termen Allāh härstammar från en sammandragning från bestämda form av arabiska al- "(jfr engelska: the)" och  ʼilāh "gud, gudom" till al-lāh (svenska: guden, engelska: the god, antik translittererad grekiska: ho theos monos). Medan ordet "Ilah" kan ändras till plural form "aliha" (gudar), eller feminin form "Ilaha" (gudinna), har ordet "allah" varken ett kön eller en plural form.  Det finns alltså inga andra former av ordet "Allah". 

## Islams syn på gud
I islamsk teologi är Gud den allsmäktiga och allvetande skaparen, upprätthållaren, förordnaren, och domaren av universum.  Islam lägger en stor betoning på konceptet av Gud som strikt singular (tawhid) . Gud är unik (wahid) och i sig allbarmhärtig och allsmäktig (ahad).
Skapande och styrande av universum ses som en handling av största nåd där alla varelser sjunger Guds härlighet och vittnar om Guds enhet och herravälde. 
Gud besvarar de i nöd och sorg närhelst de kallar. Framförallt vägleder Gud mänskligheten till den rätta vägen, “de heliga vägarna.”
I islam lägger man mycket tonvikt på den distinkta skillnaden mellan "skaparen (gud)" och "skapelsen". Enligt islam finns Gud utanför sin skapelse, ovanför himlarna och utanför rummet och tiden – dimensioner som skapelsen är begränsad till. Samtidigt, enligt Koranen (50:16), är Gud närmare människan än hennes egen halspulsåder och detta syftar på Guds immanens eller hans änglar som är i närvaro av i sin skapelse.
Gud är dessutom totalt olik skapelsen och kan inte jämföras med någonting i den. Denne är alltså totalt olik människorna. Det vi människor gör, det gör inte han, som till exempel att skaffa barn. Man har traditionellt namngett Gud med de så kallade 99 skönaste namn (al-asma al-husna) som beskriver egenskaper, som ska ge människan en fingervisning om Guds natur, eftersom människan bara förstår en bråkdel av Guds natur. Dessa Guds 99 namn finns omnämnda i Koranen.

### Beskrivning i Koranen

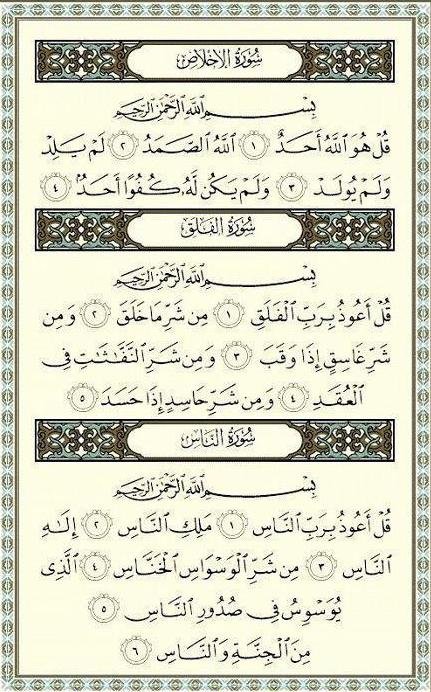
De tre sista surorna i Koranen (nummer 112-114); al-Ikhlāṣ, al-Falaq, an-Nās.

Det finns flera verser i Koranen som beskriver Gud (citat från Koranens budskap, i svensk tolkning av Mohammed Knut Bernström):
SÄG: "Han är Gud - En, Gud, den Evige, den av skapelsen Oberoende, av vilken alla beror. Han har inte avlat och inte blivit avlad, och ingen finns som kan liknas vid Honom" (sura 112).
”HAN är Gud; ingen gudom finns utom Han! Han känner allt det som är dolt för människor liksom det som de kan bevittna - Han, den Nåderike, den Barmhärtige. Han är Gud; ingen gudom finns utom Han, Konungen, den Helige, Han [som skänker] fred, Han som [väcker och vidmakthåller] tron, Han som vakar [över uppenbarelsen], den Mäktige, Han som betvingar och återupprättar, Han vars storhet [ingen kan fatta]! Stor är Gud i Sin härlighet, fjärran från allt som [människor] vill sätta vid Hans sida! Han är Gud, Skaparen, som är upphovet till allt och som ger allt dess slutliga form. Hans är fullkomlighetens sköna namn; allt och alla i himlarna och på jorden prisar Honom - Han är den Allsmäktige, den Vise.” (59:22-24)
”GUD - det finns ingen gud utom Han, den Levande, skapelsens evige Vidmakthållare. Slummer överraskar Honom inte och inte heller sömn. Honom tillhör allt det som himlarna rymmer och det som jorden bär. Vem är den som vågar tala [för någon] inför Honom utan Hans tillstånd? Han vet allt vad [människor] kan veta och allt som är dolt för dem och av Hans kunskap kan de inte omfatta mer än Han tillåter. Hans allmakts tron omsluter himlarna och jorden. Att värna och bevara dem är för Honom ingen börda. Han är den Höge, den Härlige.” (2:255)

## Komparativ teologi
Islamisk teologi identifierar Gud som beskrivs i Koranen, som densamma som Gud av Israel, som förkunnade med Abraham.. Francis Edwards Peters(en) säger att Koranen skildrar Allah som både kraftfullare och mer avlägsen än Gud i den hebreiska bibeln.
Islam och judendom avvisar båda treenigheten av den Nicaenska trosbekännelsen, och lär istället ut att Gud är en singulär enhet där ingen annan får dyrkas. Emellertid skildras Gud både i Islam och i kristendomen med Abrahams Gud till en begränsad del av ömsesidigt erkännande mellan de Abrahamitiska religionerna.

## Kända fraser där 'Allah' ingår
- Bismillahi ar-Rahman ar-Rahim, som betyder "I Guds, den barmhärtiges, den nåderikes namn". Denna fras är islams konsekrationsformel.
- Insh'allah, som betyder "om Gud vill" och är en vanlig fras i muslimska länder.
- Allahu akbar, som betyder "Gud är större" och är ett muslimskt åkallande av Gud.
- Allahu ajmal, som betyder "Gud är den vackraste".
- Allahu abhá, som betyder "Gud den allstrålande" och används som en hälsning av bahá'íer.